# آخر أيام سقراط (مسرحية)
آخر أيام سقراط هي مسرحية غنائية أطلقت في 1998 ألفها ولحنّها منصور الرحباني وأخرجها مروان الرحباني ومثّل فيها رفيق علي أحمد بدور سقراط وكارول سماحة بدور تيودورا وهدى حداد بدور زوجته كزنتيبي.
عُرضت في كازينو لبنان في بيروت ودار الأوبرا المصرية بالقاهرة والمسرح الوطني بأبوظبي.
اُطلقت المسرحية بصيغة دي في دي من قبل شركة الصبّاح للإعلام في 29 مايو 2009.

## تمثيل
- رفيق علي أحمد، سقراط
- وليم حسواني، أنيتوس
- هدى حداد، كزنتيبي
- كارول سماحة، تيودورا
- زياد سعيد، كريتياس
- نزيه يوسف، الضابط كوستا
- نادر خوري، أفلاطون
- جيلبير جلخ، ابن أنيتوس
- جوزيف نصر

## وصلات خارجية
- آخر أيام سقراط في موقع السينما.كوم
- آخر أيام سقراط في نيل وفرات